# 喜山蝮属
喜山蝮属（学名：Himalayophis）蝰科蝮亚科的一属。

## 分类建立
本属物种原属于广义的竹叶青属 Trimeresurus (sensu lato)。2004年，英国班戈大学的阿妮塔·马尔霍特拉（Anita Malhotra）和罗杰·S·索普（Roger S Thorpe）结合半阴茎形态、鳞片特征和分子生物学证据，对广义的竹叶青属进行了系统学研究，认为广义的竹叶青属不是一个单系，恢复3属，新建了喜山蝮属等3属。原属于广义的竹叶青属的物种被划入本属，中文名随属名作相应改变。但是目前很多资料仍将本属物种归入竹叶青属。